# Julien Lootens
Julien Lootens (schuilnaam: Samson) (Wevelgem, 2 augustus 1876 - Brussel, 5 augustus 1942) was een Belgisch professioneel wielrenner tussen 1901 en 1921.
In het rennersmilieu gebruikte hij de schuilnaam “Samson”, omdat hij niet wilde dat zijn naam als gegoede burger in sportuitslagen teruggevonden zou worden.
Hij reed een aantal goede uitslagen in de allereerste edities van de Ronde van Frankrijk en was ook sterk op de baan. Met Arthur Vanderstuyft reed hij in 1903 onder meer de Zesdaagse van New York en finishte als 9e.
In 1921, hij was toen al 45 jaar, werd hij nog 24e in de monsterrit Parijs-Brest-Parijs.

## Resultaten in voornaamste wedstrijden
| Jaar | Ronde van Italië | Ronde van Frankrijk | Ronde van Spanje |
| ---- | ---------------- | ------------------- | ---------------- |
| 1903 |                  | 7e                  |                  |
| 1904 |                  | opgave              |                  |
| 1905 |                  | 20e                 |                  |
| 1906 |                  | opgave              |                  |
| 1907 |                  |                     |                  |
| 1912 |                  |                     |                  |

| Jaar | Parijs-Roubaix | Parijs-Brussel |
| ---- | -------------- | -------------- |
| 1903 | 20e            |                |
| 1904 | 10e            |                |
| 1905 |                |                |
| 1906 |                |                |
| 1907 |                | 16e            |
| 1912 | 63e            |                |